# David s Golijatovom glavom
David s Golijatovom glavom je slavno ulje na platnu talijanskog baroknog slikara Caravaggia iz oko 1610. godine.
Neposredna inspiracija za Caravaggiov rad je bila Giorgioneova istoimena slika iz oko 1510. god., ali Caravaggio stvara učinkovitiju dramu tako što Golijatova glava visi iz Davidove ruke i kaplje krv, a ne leži na grebenu. Mač u Davidovoj drugoj ruci ima skraćeni natpis H-AS OS, što se tumači kao kratica od latinskog izraza Humilitas occidit superbiam („poniznost ubija ponos”).
David je uznemiren, „njegov izraz miješa tugu i suosjećanje” Odluka da ga se opiše više kao zamišljenog nego oduševljenog pobjedom stvara neobičnu psihičku vezu između njega i Golijata. Ova sveza se dodatno komplicira činjenicom kako je Caravaggio prikazao samog sebe kao Golijata, dok je model za Davida bio il suo Caravaggino („njegov vlastiti mali Caravaggio”). Najvjerojatnije Cecco del Caravaggio, umjetnikov asistent u rimskom ateljeu od nekoliko godina ranije, zabilježen je kao dječak koji „je legao s njim”. Nadalje, Caravaggio je napravio Davidov mač tako da se sugestivno uzdiže prema gore od prepona i to pod istom dijagonalom koja povezuje pogled dječaka na svoju žrtvu.
Drugo objašnjenje prikazanih osoba se temelji na portretu mladog Caravaggia kojega je naslikao Ottavio Leoni, prema kojemu je ova verzija Davida s Golijatovom glavom možda njegov dvostruki autoportret. Ovo je potvrđeno usporedbom s njegovim ranijim autoportretima Bolesni Bakhus (također u Galeriji Borghese) i svjedokom na slici Mučeništvo sv. Mateja. Tako mladi Caravaggio sjetno drži glavu odraslog Caravaggia. Divlje i razuzdano ponašanje mladog Caravaggia je u osnovi uništilo njegov život kao zrele odrasle osobe, te slika postaje odraz njegovog stanja koje nije posve nevezano s vjerskom temom. U biti, mladi i grijehom neokaljani Caravaggio ubija okorjelog griješnika.
Gustoća sjene koja prekriva Davidovu ruku s mačem isključuje mogućnost da je ova slika iz njegovog rimskog razdoblja, već ga smješta među njegove posljednje slike. Stoga je sasvim moguće kako je ovo jedna od slika koje je Caravaggio poslao kardinalu Scipioneu Borgheseu, papinom nećaku, u Rim, uz svoju zamolbu za pomilovanjem. Iako ovo nije njegova posljednja slika, Golijatova odrubljena glava, slikarev autoportret, je zasigurno tragični oproštaj, te se također može protumačiti kao osobnu molbu za milost i izraz kajanja.. Identificirajući se s Golijatom, Caravaggio je priznao svoju krivnju, ali i vjerojatno želio podsjetiti papu kako je tog kobnog dana 1606. godine i on bio ranjen u glavu. Iako je njegova zamolba prihvaćena, Caravaggio nije stigao primiti pomilovanje, već je preminuo na putu do Rima u blizini mjesta Port'Ercole. Stoga, David s Golijatovom glavom pokazuje Caravaggiov dar za iščisti svoja vlastita iskustva u izvornoj svetoj slici koja nadilazi osobno i postaje izjava o jednom općem ljudskom stanju”.